# 電視中心站
電視中心站（羅馬化：Teletsentr），是莫斯科單軌鐵路的一個車站。它位於莫斯科东北行政区的奧斯坦金斯基區。这个车站是在奥斯坦金诺技术中心的附近，与奧斯坦金諾電視塔在一起。

## 歷史
该站于2004年11月20日与单轨列车的其他4个车站（除了南部的终点站季米里亞澤夫，9天后开通）一同开通。它以“偏移模式”开始操作。只有两列列车在该线运行，列车班距離為30分钟，服務时间从10:00到16:00。乘客只可在謝爾蓋·艾森施泰因街站上車。2008年1月10日，线路开始正常运行，服務時間延長至6:50 - 23:00，并開放所有車站上下車。票价也从50卢布减至19卢布。